# Neoerastria apicosa
Neoerastria apicosa är en fjärilsart som beskrevs av Adrian Hardy Haworth 1809. Neoerastria apicosa ingår i släktet Neoerastria och familjen nattflyn. Inga underarter finns listade i Catalogue of Life.